# Herfstvuurspin
De herfstvuurspin (Eresus kollari) is een spin uit de familie van de koepelspinnen (Eresidae).

## Kenmerken
De lengte van de spin bedraagt tussen de 10 en 20 millimeter. De herfstvuurspin vertoont seksuele dimorfie: de vrouwtjes zijn geheel zwart terwijl de mannetjes een rood achterlijf met vier zwarte stippen hebben. Door deze rode kleur in combinatie met de zwarte stippen heeft de spin in veel landen de naam lieveheersbeestjesspin.
De spin maakt een ondergrondse buis (tot 10 cm diep) in de grond, met een koepeltje erboven om prooien als duizendpoten en kevers te vangen. De mannetjes zoeken in september naar het nest van een vrouwtje. Als ze een vrouwtje hebben gevonden, delen ze samen de buis.

## Voorkomen
De spin komt voor in een groot deel van Zuid- en Centraal-Europa. De herfstvuurspin is erg zeldzaam in Nederland en België. De lentevuurspin (Eresus sandaliatus) is in de Benelux iets algemener en komt voor op de heidevelden van de Veluwe en Limburg. In Zuid-Duitsland is de herfstvuurspin de gewonere van de twee.

## Naam
Deze soort is in de literatuur lange tijd behandeld onder de wetenschappelijke naam Eresus cinnaberinus (Olivier, 1789) = Aranea cinnaberina. Bij een revisie van de Centraal-Europese soorten van het geslacht Eresus, waarvan de resultaten in 2008 werden gepubliceerd door Milan Rezác, Stano Pekár & Jes Johannesen, werd duidelijk dat de naam, net als veel andere namen uit het geslacht, moet worden beschouwd als een nomen dubium vanwege een gebrekkige en onvolledige beschrijving, en het gebrek aan bruikbaar type-materiaal. De eerstvolgende beschikbare geldige naam was Eresus kollari Rossi, 1846.

## Ondersoorten
- Eresus kollari kollari
- Eresus kollari frontalis Latreille, 1819 (originele combinatie: Eresus niger frontalis)
  - = Eresus imperialis Dufour, 1820
- Eresus kollari ignicomis Simon, 1914 (Eresus niger ignicomis, "ignicomus")
- Eresus kollari latefasciatus Simon, 1911 (Eresus niger latefasciatus)
- Eresus kollari tricolor Simon, 1873 (Eresus tricolor)

Noot: deze lijst is gebaseerd op informatie uit The World Spider Catalog, Version 17.5.

## Synoniemen
- Aranea nigra Petagna, 1787 non Fabricius, 1775, nomen dubium, nomen illegitimum
  - = Eresus ater, Walckenaer, 1805, nomen novum
- Aranea cinnaberina Olivier, 1789, nomen dubium
- Aranea moniligera Villers, 1789
- Aranea quatuorguttata Rossi, 1790, nomen dubium
  - = Eresus 4-guttatus C.L. Koch, 1838, spelling variant
  - = Erythrophorus quadriguttatus C.L. Koch, 1874, spelling variant
- Eresus illustris C.L. Koch, 1837, nomen dubium
- Chersis dubius Walckenaer, 1837
- Eresus fulvus Rossi, 1846
- Eresus guerinii Lucas, 1846
- Chersis niger Canestrini & Pavesi, 1868
- Eresus tristis Kroneberg, 1875

Noot: deze lijst is gebaseerd op informatie uit de review door Rezác, Pekár & Johannesen van 2008.